# Œil brun, œil bleu
Pour les articles homonymes, voir Œil brun et Œil bleu.
 (décembre 2018).

Œil brun, œil bleu, est une bande dessinée en couleur directe, de Tarek et Vincent Pompetti, publiée en 2008 chez Emmanuel Proust Editions. Elle met en scène des corsaires, des pirates et un djinn. Lors du Quai des bulles 2008, une exposition dans la tour Bidouane à Saint-Malo a été consacrée à cet album et à la trilogie Gabrielle B.

## Éditeurs
- Emmanuel Proust (Collection Atmosphères)

## Expositions
- Exposition à la tour Bidouane de Saint-Malo, Quai des bulles, 2008
- St Brieuc, 2009
- Moulins sur Allier, 2009
- Brest, 2009
- Liège (Mer en BD), 2009